# فالبارايسو (كاكوتا)
فالبارايسو (بالإسبانية: Valparaíso, Caquetá) هي بلدية تقع في كولومبيا في إدارة كاكيتا.